# Niki Bettendorf
Niki Bettendorf, né le 20 décembre 1936 à Belvaux et mort le 27 janvier 2018 à Luxembourg, est un homme politique luxembourgeois.
Membre du Parti démocratique, il est élu à la Chambre des députés en 1990. Plusieurs fois réélu, il siège jusqu'en octobre 2006, lorsqu'il démissionne en raison de la limite d'âge, en faveur d'Alexandre Krieps. Pendant ses mandats de député, il exerce la fonction de vice-président de la Chambre (1999-2006) et dirige la délégation luxembourgeoise au sein de l'Assemblée parlementaire de l'OTAN.
Bourgmestre de Bertrange de 1982 à 2001, il est également entraîneur puis président du club de basket local, le BBC Sparta Bertrange, après y avoir joué. Il exerce aussi la fonction de vice-président de la Fédération luxembourgeoise de basket-ball.